# مارك ماكي
مارك ماكي (بالإنجليزية: Mark McKee)‏ هو لاعب كرة قدم بريطاني في مركز الهجوم، ولد في 1 ديسمبر 1998 في أيرلندا الشمالية في المملكة المتحدة. لعب مع ستيفيناغ بوروه.

## وصلات خارجية
- مارك ماكي على موقع الاتحاد الأوربي (الإنجليزية)
- مارك ماكي على موقع قاعدة بيانات كرة القدم.إي يو (الإنجليزية)
- مارك ماكي على موقع Soccerbase.com (لاعب) (الإنجليزية)